# Dagon Myothit (Seikkan)
Dagon Myothit (Seikkan) är en kommun i Myanmar.   Den ligger i regionen Yangonregionen, i den södra delen av landet, 300 km söder om huvudstaden Naypyidaw. Antalet invånare är 97 785.